# Maurissa Tancharoen
Maurissa Anne Tancharoen Whedon (Los Angeles, 28 novembre 1975) è un'attrice statunitense.

## Biografia

### Primi anni
Nata a Los Angeles, California, da una famiglia di discendenze thailandesi il cui cognome si pronuncia: ˈtæntʃəroʊn. Suo padre, Tommy Tancharoen, era un coordinatore di trasporti cinematografici, mentre suo fratello maggiore è il regista Kevin Tancharoen.
Da giovane ha frequentato l'Occidental College, ove ha scritto due opere teatrali che le hanno valso l'Argonaut & Moore Literary Award. Ha inoltre militato nella rock band Pretty in Pink, che tuttavia si è sciolta prima di arrivare al successo poiché le viene diagnosticato il lupus ed inizia una lunga terapia per contrastarlo.

### Carriera
Dopo l'esordio nel 1988 con il film Moonwalker (episodio "Badder"), prende parte a vari cortometraggi fino al 2001, anno in cui inizia la carriera di sceneggiatrice vendendo a Revolution Studios la trama l'episodio pilota di una serie televisiva mai realizzata incentrata su due agenti dell'FBI asioamericani inviati a lavorare sotto copertura come commessi di un supermercato coreano per investigare i traffici di una gang di Los Angeles. Successivamente ha prodotto le serie TV NYPD - New York Police Department, Brooklyn South e DanceLife; e sceneggiato la poco longeva sitcom Oliver Beene.
Nel 2008 prende parte, sia come attrice che come co-sceneggiatrice, al musical Dr. Horrible's Sing-Along Blog, assieme a Joss, Zack e Jed Whedon, con cui convola a nozze un anno più tardi.
Diviene in seguito una degli sceneggiatori principali della serie Fox Dollhouse, fino alla sua cancellazione. Nella serie, la Tancharoen ha inoltre interpretato uno degli "attivi", Kilo (il cui nome è ispirato, come per tutte le "doll", all'alfabeto fonetico NATO).
Nel 2009 ha doppiato la principessa Zelda nella webserie parodistica The Legend of Neil e, assieme al marito, ha composto la canzone "(Do You Wanna Date My) Avatar" per The Guild prendendo inoltre parte alle esecuzioni corali e coreografiche. L'anno successivo, assieme a Felicia Day e al marito, fonda la band, Jed Whedon and the Willing, e pubblica l'album History of Forgotten Things.
Sceneggia in seguito alcuni episodi di Spartacus e Drop Dead Diva.
Dopo aver collaborato nuovamente col cognato alla sceneggiatura di The Avengers, diviene co-creatrice, assieme a lui ed al marito, della serie televisiva Agents of S.H.I.E.L.D..

## Vita privata
Il 19 aprile 2009, ha sposato il collega sceneggiatore Jed Whedon.

## Filmografia

### Attrice

#### Cinema
- Moonwalker, regia di Jerry Kramer e Colin Chilvers (1988) - (episodio "Badder")
- Headache, regia di Eric Devlin Taylor - cortometraggio (2003)
- I?, regia di Wade Robson - cortometraggio (2005)
- Promotion, regia di Michael Lippman - cortometraggio (2008)
- Much Ado About Nothing, regia di Joss Whedon (2012)
- Lezioni d'amore (Lust for Love), regia di Anton King (2014)

#### Televisione
- Dr. Horrible's Sing-Along Blog - miniserie TV, episodio 1x3 (2008)
- Dollhouse - serie TV, episodi 2x5-2x7-2x13 (2009-2010)
- The Guild - serie TV, episodi 5x4-5x6-5x7 (2011)
- LearningTown - serie TV, episodi 1x3-1x4-1x5 (2013)
- Mortal Kombat: Legacy - serie TV, episodi 1x7-1x8-2x1 (2011-2013)
- Agents of S.H.I.E.L.D. - serie TV, episodio 6x4 (2019)

### Doppiatrice
- King of the Hill - serie TV, episodio 9x8 (2005)
- The Legend of Neil - serie TV, episodio 2x3 (2009)
- Floored and Lifted - serie TV, 1 episodio (2009)